# Jana Cvetko
Jana Cvetko (rojena Tomažič), slovenska etnologinja in sociologinja kulture, * 1. december 1965, † 10. december 2013.
Po diplomi leta 1991 je bila pripravnica v Muzeju neevropskih kultur v gradu Goričane pri Medvodah, dislocirani enoti Slovenskega etnografskega muzeja.. Od 1. decembra 1993 do leta 2006 je bila direktorica Slovenskega verskega muzeja v Stični.

## Bolezen in smrt
Zbolela je leta 1997, leta 2002 se je upokojila. Pokopali so jo 16. decembra 2013 na ljubljanskih Žalah.

## Nagrade in priznanja
- 2003: Valvasorjevo priznanje za postavitev stalne razstave Zgodovina krščanstva na Slovenskem (Verski muzej v Stični; kot del ekipe - vodja projekta)[1]